# Henrik Rummel
Henrik Rummel (* 26. September 1987 in Kopenhagen, Dänemark) ist ein US-amerikanischer Ruderer, der eine olympische Bronzemedaille und einen Weltmeistertitel gewann.

## Karriere
Rummel begann im Jahr 2001 in seiner Heimatstadt Pittsford im Bundesstaat New York mit dem Rudersport. In der Nachwuchsaltersklasse der Junioren nahm er 2004 und 2005 an den Weltmeisterschaften im Achter teil und gewann dabei eine Goldmedaille bei der zweiten Teilnahme in Brandenburg an der Havel. Bei den B-Senioren (U23-Altersklasse) ging er nur im Jahr 2008 bei den Weltmeisterschaften an den Start und gewann erneut in Brandenburg eine Goldmedaille im Achter.
Danach wurde Rummel in der offenen Altersklasse eingesetzt. In der nicht-olympischen Wettbewerbsklasse Zweier mit Steuermann wurde er 2009 Weltmeister in Posen gemeinsam mit Troy Kepper und Steuermann Marcus McElhenney. Rummel empfahl sich damit für die wichtigeren olympischen Wettbewerbsklassen und ruderte bei den Weltmeisterschaften 2010 im Vierer ohne auf den fünften Rang und bei den Weltmeisterschaften 2011 im Achter auf einen enttäuschenden achten Rang. Zu den Olympischen Sommerspielen in London wurde er wieder in den Vierer-ohne selektiert, er gewann gemeinsam mit Glenn Ochal, Charlie Cole und Scott Gault die Bronzemedaille hinter den Mannschaften aus Großbritannien und Australien.
Im neuen Olympiazyklus etablierte sich Rummel endgültig im Vierer-ohne. Er gewann mit einer neuen Mannschaft mit Grant James, Seth Weil und Michael Gennaro auch bei den Weltmeisterschaften 2013 die Bronzemedaille und bei der Austragung ein Jahr später in gleicher Besetzung die WM-Silbermedaille hinter der britischen Auswahl. In der vorolympischen Saison startete der Vierer mit Charlie Cole für Grant James, der in den Achter rückte. Cole war allerdings im Halbfinale der Weltmeisterschaften erkrankt und wurde wieder durch James ersetzt, aber die Mannschaft verpasste den Finaleinzug, belegte Platz 7 im Gesamtklassement und erreichte die Qualifikation der Bootsklasse für die Vereinigten Staaten für die Olympischen Sommerspiele 2016. In der Saison 2016 startete Rummel mit Cole, Weil und Matthew Miller im Vierer-ohne, der in dieser Besetzung für die olympische Ruderregatta nominiert wurde. In Rio de Janeiro belegte diese Crew den siebten Platz.
Bei einer Körpergröße von 1,96 m beträgt Rummels Wettkampfgewicht rund 95 kg. Er startet für das USRowing Training Center in Princeton. An der Harvard University absolvierte er 2009 ein Studium der Angewandten Mathematik und Wirtschaft.